# When It Falls
Albums de Zero 7
Simple Things
(2001) The Garden
(2006)
When It Falls est le deuxième album de Zero 7, sorti le 1er mars 2004.
L’album comprend des voix de Sia (sur les titres Somersault et Speed Dial No.2), Mozez (sur Warm Sound, Over Our Heads et Morning Song), Sophie Barker (sur Passing By et In Time) et Tina Dico (sur Home et The Space Between).

## Liste des titres
| No  | Titre             | Chant         | Durée |
| --- | ----------------- | ------------- | ----- |
| 1.  | Warm Sound        | Mozez         | 5:30  |
| 2.  | Home              | Tina Dico     | 4:37  |
| 3.  | Somersault        | Sia           | 6:57  |
| 4.  | Over Our Heads    | Mozez         | 4:24  |
| 5.  | Passing By        | Sophie Barker | 4:52  |
| 6.  | When It Falls     |               | 5:31  |
| 7.  | The Space Between | Tina Dico     | 6:01  |
| 8.  | Look Up           |               | 5:57  |
| 9.  | In Time           | Sophie Barker | 4:58  |
| 10. | Speed Dial No. 2  | Sia           | 3:51  |
| 11. | Morning Song      | Mozez         | 6:32  |